# 2001 sur Internet
Cet article présente les faits marquants de l'année 2001 sur Internet.

## Évènements

### Janvier
- 15 janvier : lancement formel de Wikipédia.

### Mars
- 23 mars : création de la version française de Wikipédia.